# Dan Pettersson (skådespelare)
Dan Anders Pettersson, född 23 januari 1963 på Lidingö utanför Stockholm, är en svensk skådespelare.

## Biografi
Dan Pettersson, som tidigare har varit verksam som teaterskådespelare inom södra Sverige, flyttade under mitten av 1990-talet till USA, för att börja arbeta inom den mer professionella skådespelarbranschen. Väl där så fick han rollen som den svenske pokerspelaren Sven, i den James Cameron-regisserade filmen Titanic från 1997. År 2022 syntes han dessutom i ett avsnitt av Mauri Hermundssons TV-serie Mauri – vad hände sen? på TV4, där en av hans Titanic-motspelare, Bjørn Olsen (den andra pokerspelande "svensken" Olaf), även medverkade.

## Filmografi (i urval)
- 1997 – Titanic
- 1999 – It's the Rage
- 2022 – Mauri – vad hände sen? (TV-serie)